# Dziesława
Dziesława, Dzisława – staropolskie imię żeńskie, złożone z członów Dzie- ("położyć, postawić"; "zrobić, uczynić"; także "rzec, powiedzieć") i -sława ("sława"). Mogło oznaczać "ta, która buduje sławę".
Dziesława imieniny obchodzi 24 marca i 22 grudnia.
Męskie odpowiedniki: Dziesław, Dzisław.